# Dalbergia retusa
Dalbergia retusa är en ärtväxtart som beskrevs av William Botting Hemsley. Dalbergia retusa ingår i släktet Dalbergia, och familjen ärtväxter. IUCN kategoriserar arten globalt som sårbar.

## Underarter
Arten delas in i följande underarter:
- D. r. hypoleuca
- D. r. retusa

## Bildgalleri

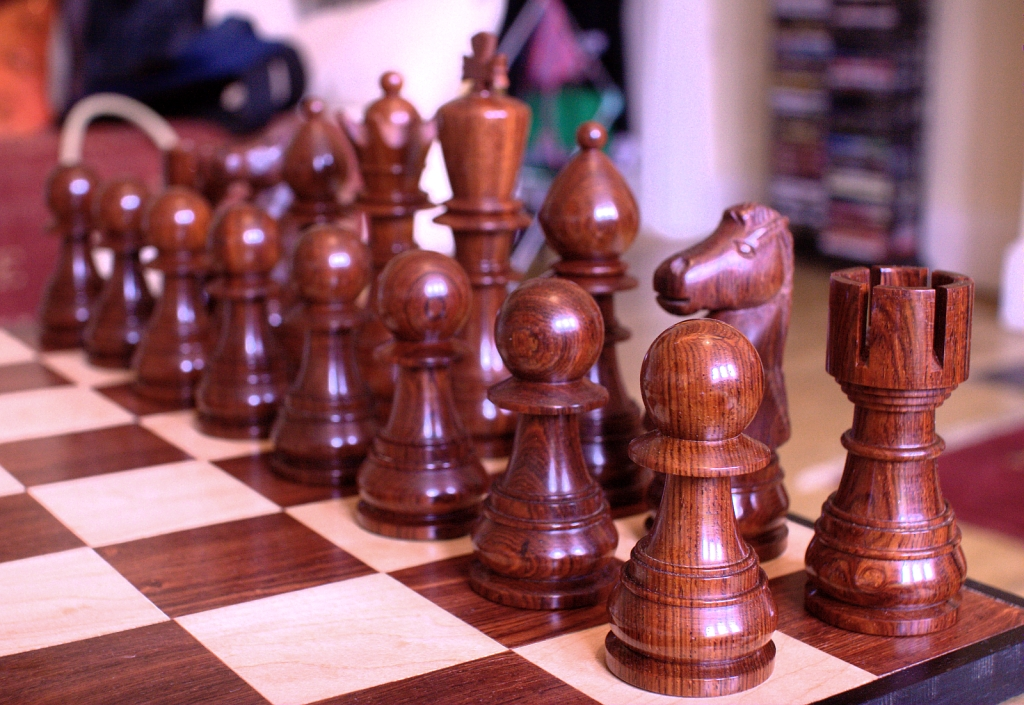
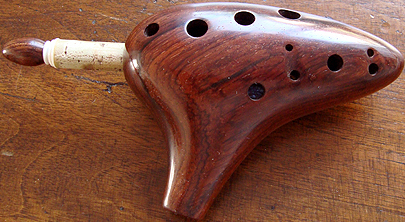